# Bulbophyllum gemma-reginae
Bulbophyllum gemma-reginae là một loài phong lan thuộc chi Bulbophyllum.